# Campeonato Europeu de Esgrima de 2018
O XXXI Campeonato Europeu de Esgrima celebrou-se na Novi Sad (Sérvia) entre a 16 e a 21 de junho de 2018 baixo a organização da Confederação Europeia de Esgrima (CEE) e a Federação Sérvia de Esgrima.
As competições realizaram-se no pavilhão SPC Vojvodina SPENS da cidade sérvia.

## Medalhistas

### Masculino
| Evento                      | Ouro                                                                                  | Prata                                                                          | Bronze                                                                                |
| --------------------------- | ------------------------------------------------------------------------------------- | ------------------------------------------------------------------------------ | ------------------------------------------------------------------------------------- |
| Florete individual (16.06)  | Alexei Cheremisinov · Rússia                                                          | Daniele Garozzo · Itália                                                       | Alexander Choupenitch · Chéquia · Giorgio Avola · Itália                              |
| Florete por equipas (19.06) | Timur Arslanov · Alexei Cheremisinov · Timur Safin · Dmitri Zherebchenko (R) · Rússia | Giorgio Avola · Alessio Foconi · Daniele Garozzo · Andrea Cassarà (R) · Itália | Krystian Gryglewski · Leszek Rajski · Michał Siess · Andrzej Rządkowski (R) · Polónia |
| Espada individual (17.06)   | Yannick Borel · França                                                                | Nikolai Novosjolov · Estónia                                                   | Bohdan Nikishyn · Ucrânia · Richard Schmidt · Alemanha                                |
| Espada por equipas (20.06)  | Serguei Bida · Serguei Jodos · Pavel Sujov · Nikita Glazkov (R) · Rússia              | Yannick Borel · Alex Fava · Ronan Gustin · Aymerick Gally (R) · França         | Gabriele Cimini · Enrico Garozzo · Andrea Santarelli · Marco Fichera (R) · Itália     |
| Sable individual (18.06)    | Max Hartung · Alemanha                                                                | Kamil Ibraguimov · Rússia                                                      | Sandro Bazadze · Geórgia · Dmitri Danilenko · Rússia                                  |
| Sable por equipas (21.06)   | Csanád Gémesi · András Szatmári · Áron Szilágyi · Tamás Decsi (R) · Hungria           | Enrico Berrè · Luca Curatoli · Luigi Samele · Aldo Montano (R) · Itália        | Max Hartung · Matyas Szabo · Benedikt Wagner · Richard Hübers (R) · Alemanha          |

### Feminino
| Evento                      | Ouro                                                                                      | Prata                                                                                      | Bronze                                                                            |
| --------------------------- | ----------------------------------------------------------------------------------------- | ------------------------------------------------------------------------------------------ | --------------------------------------------------------------------------------- |
| Florete individual (17.06)  | Inna Deriglazova · Rússia                                                                 | Arianna Errigo · Itália                                                                    | Martyna Synoradzka · Polónia · Alice Volpi · Itália                               |
| Florete por equipas (20.06) | Arianna Errigo · Camilla Mancini · Alice Volpi · Chiara Cini (R) · Itália                 | Inna Deriglazova · Anastasiya Ivanova · Marta Martianova · Svetlana Tripapina (R) · Rússia | Anita Blaze · Astrid Guyart · Ysaora Thibus · Pauline Ranvier (R) · França        |
| Espada individual (18.06)   | Katrina Lehis · Estónia                                                                   | Kristina Kuusk · Estónia                                                                   | Julia Beljajeva · Estónia · Violetta Kolobova · Rússia                            |
| Espada por equipas (21.06)  | Marie-Florence Candassamy · Auriane Mallo · Coraline Vitalis · Laurence Epée (R) · França | Renata Knapik-Miazga · Ewa Nelip · Aleksandra Zamachowska · Barbara Rutz (R) · Polónia     | Julia Beljajeva · Irina Embrich · Kristina Kuusk · Erika Kirpu (R) · Estónia      |
| Sable individual (16.06)    | Sofia Velikaya · Rússia                                                                   | Cécilia Berder · França                                                                    | Marta Puda · Polónia · Svetlana Sheveliova · Rússia                               |
| Sable por equipas (19.06)   | Svetlana Sheveliova · Sofia Velikaya · Yana Yegorian · Sofia Pozdniakova (R) · Rússia     | Olga Jarlan · Alina Komashchuk · Olena Voronina · Yuliya Bakastova (R) · Ucrânia           | Cécilia Berder · Manon Brunet · Charlotte Lembach · Caroline Quéroli (R) · França |

## Medalheiro
| Ordem | País     | Medalha de ouro | Medalha de prata | Medalha de bronze | Total |
| ----- | -------- | --------------- | ---------------- | ----------------- | ----- |
| 1     | Rússia   | 6               | 2                | 3                 | 11    |
| 2     | França   | 2               | 2                | 2                 | 6     |
| 3     | Itália   | 1               | 4                | 3                 | 8     |
| 4     | Estónia  | 1               | 2                | 2                 | 5     |
| 5     | Alemanha | 1               | 0                | 2                 | 3     |
| 6     | Hungria  | 1               | 0                | 0                 | 1     |
| 7     | Polónia  | 0               | 1                | 3                 | 4     |
| 8     | Ucrânia  | 0               | 1                | 1                 | 2     |
| 9     | Geórgia  | 0               | 0                | 1                 | 1     |
| 9     | Chéquia  | 0               | 0                | 1                 | 1     |
|       | TOTAL    | 12              | 12               | 18                | 42    |